# Wolkenbruchs wunderliche Reise in die Arme einer Schickse (Film)
Wolkenbruchs wunderliche Reise in die Arme einer Schickse ist eine Schweizer Filmkomödie aus dem Jahr 2018 von Michael Steiner mit Joel Basman als Motti Wolkenbruch, Noémie Schmidt als Laura sowie Inge Maux und Udo Samel als Mame und Tate Wolkenbruch. Das Drehbuch von Thomas Meyer basiert auf seinem gleichnamigen Roman aus dem Jahr 2012. Die Premiere erfolgte am 29. September 2018 am Zurich Film Festival, der Schweizer Kinostart erfolgte am 25. Oktober 2018. Der Film war mit über 270'000 Besuchern die erfolgreichste Schweizer Produktion 2018. Er ist die erste Schweizer Produktion, die weltweit auf Netflix gezeigt wird.

## Handlung
Der Film erzählt von dem jungen orthodoxen Juden Mordechai Wolkenbruch, genannt Motti, der bislang immer brav all das getan hat, was ihm seine Mame aufgetragen hatte. Nun möchte sie ihn verkuppeln und stellt ihm eine potenzielle Heiratskandidatin nach der anderen vor. Da beginnt Motti, sich aufzulehnen und von seinem bisherigen Lebensweg abzuweichen.
Als er sich an der Universität auch noch in die Nichtjüdin Laura verliebt, ist seine Mame außer sich. Eine Beziehung mit einer Schickse hat sie im Lebensplan von Motti nicht vorgesehen. Motti beginnt, seinen Weg zur Selbstbestimmung und Unabhängigkeit zu gehen.

## Abweichungen von der Buchvorlage
- Die Filmhandlung folgt bis fast zum Schluss recht genau der Romanvorlage; einzelne Dialoge werden fast wortwörtlich wiedergegeben. Die paar wenigen zusätzlichen Szenen wie der Auffahrunfall oder das Bad mit dem Vater fügen sich stimmig in die Handlung ein; die Handschrift des Drehbuchautors Meyer ist erkennbar. Auch scheinen Mottis Vater und sogar der Rabbi ein gewisses Verständnis für das Aufbegehren des Sohnes zu zeigen, wenn auch mehr non-verbal, als mit Worten.
- Ein Name wurde geändert: Mottis One-Night-Stand in Tel Aviv heisst nicht Michal wie im Buch, sondern Jaël.

Die letzten ca. 20 Minuten weichen hingegen in wesentlichen Teilen vom Roman ab. Durch mehrere zusätzliche Szenen ergibt sich ein völlig anderer Schluss:
- Nach seiner ersten Nacht bei Laura geht sie mit ihm nach Hause, damit er sie seinen Eltern vorstellen kann. Die Szene im Buch mit den Polizisten, die die Mutter gerufen hat, kommt nicht vor.
- Nach seinem Hinauswurf aus dem Elternhaus geht er nicht zu Enzo; dieser und sein Freund Thorsten kommen nicht vor. Stattdessen geht er zu Laura. Im Bett teilt ihm Laura mit, sie sei nicht bereit für eine Beziehung. Motti ist am Boden zerstört. Er nimmt sich ein Zimmer in einem einfachen Hotel und betrinkt sich.
- Am Morgen ruft sein Vater an und bittet Motti, nach Hause zu kommen. Er und die Mutter hätten etwas überreagiert und wollten in Ruhe alles mit ihm besprechen.
- Im Park trifft Motti seinen Kommilitonen Yossi und Michal Süskind, die gerade ein Date haben.
- Laura ruft an. Die Kamera zoomt weg, der Abspann beginnt, und der Zuschauer erfährt nicht, ob Motti das Gespräch annimmt.
- Eine Szene im Abspann zeigt, wie plötzlich Verwandte aus London vor der Tür stehen: Die Mutter hat bereits die ganze Mischpoke zur Hochzeit eingeladen und vergessen, ihnen mitzuteilen, dass die ins Auge gefasste Heirat mit Michal Süskind nicht stattfinden wird.

## Produktion und Hintergrund
Die Dreharbeiten fanden vom 22. August bis zum 20. Oktober 2017 statt, gedreht wurde hauptsächlich in Zürich. Vier Drehtage fanden in Tel Aviv-Jaffa statt. Produziert wurde der Film von der Schweizer Turnus Film, Koproduzent war die DCM Film Distribution, beteiligt waren SRF/SRG SSR. Für das Szenenbild zeichnete Marion Schramm verantwortlich und für das Kostümbild Pascale Suter.
Der Roman von Thomas Meyer war 2012 für den Schweizer Buchpreis nominiert und wurde über 140'000 Mal verkauft.
Im Film spielt die siebenköpfige Band Cheibe Balagan aus Zürich Klezmermusik.
Der Titelsong «First Dance» wurde von Slade Templeton und Crimer geschrieben, von Templeton in den Berner Influx Studios für Mojo 3 produziert und von Crimer interpretiert.
2019 erwarb der US-amerikanische Streaming-Dienst Netflix die Rechte an der Komödie, um sie weltweit herauszubringen.
Der englische Titel lautet «The awakening of Motti Wolkenbruch».

## Rezeption
Filmredakteurin Ann Mayer von Radio SRF Virus gab dem Film 4 von 5 Punkten. Sie befand, dass der Film eine klassische Komödie sei und deshalb ab und zu in bekannte Muster verfalle und gegen Ende auch ein bisschen vorhersehbar sei. Steiner sei mit Wolkenbruch aber ein sensibles Portrait über eine oftmals übersehene Parallelwelt gelungen, der gleichzeitig eine herzerwärmende und wahrhaftig wunderliche Coming-of-Age-Story erzählt.

## Auszeichnungen und Nominierungen (Auswahl)
Schweizer Filmpreis 2019
- Nominierung in der Kategorie Bester Spielfilm
- Nominierung in der Kategorie Bestes Drehbuch
- Auszeichnung in der Kategorie Bester Darsteller (Joel Basman)[16]
- Nominierung in der Kategorie Beste Darstellung in einer Nebenrolle (Sunnyi Melles)
- Nominierung in der Kategorie Beste Darstellung in einer Nebenrolle (Noémie Schmidt)

45. Prix Walo
- Auszeichnung in der Kategorie Newcomer (Noémie Schmidt)[17]
- Auszeichnung in der Kategorie Schauspielerinnen/Schauspieler (Joel Basman)
- Auszeichnung in der Kategorie Filmproduktion

Der Film war Schweizer Kandidat für eine Oscar-Nominierung in der Kategorie Bester internationaler Film, gelangte aber nicht in die engere Auswahl.